# Brovkove, Novomîrhorod
Brovkove (în ucraineană Бровкове) este un sat în comuna Șpakove din raionul Novomîrhorod, regiunea Kirovohrad, Ucraina.

## Demografie
Componența lingvistică a localității Brovkove
     Ucraineană (89,29%)
     Rusă (10,71%)
Conform recensământului din 2001, majoritatea populației localității Brovkove era vorbitoare de ucraineană (89,29%), existând în minoritate și vorbitori de rusă (10,71%).